# Microrregión de Cianorte
La microrregión de Cianorte es una de las microrregiones del estado brasilero del Paraná perteneciente a la mesorregión Noroeste Paranaense. Su población fue estimada en 2006 por el IBGE en 129.971 habitantes y está dividida en once municipios. Posee un área total de 4.073,875 km².

## Municipios
- Cianorte
- Cidade Gaúcha
- Guaporema
- Indianópolis
- Japurá
- Jussara
- Rondon
- São Manoel do Paraná
- São Tomé
- Tapejara
- Tuneiras do Oeste

- Datos: Q2723055